# Turbenthal
Turbenthal (toponimo tedesco) è un comune svizzero di 4 681 abitanti del Canton Zurigo, nel distretto di Winterthur.

## Monumenti e luoghi d'interesse

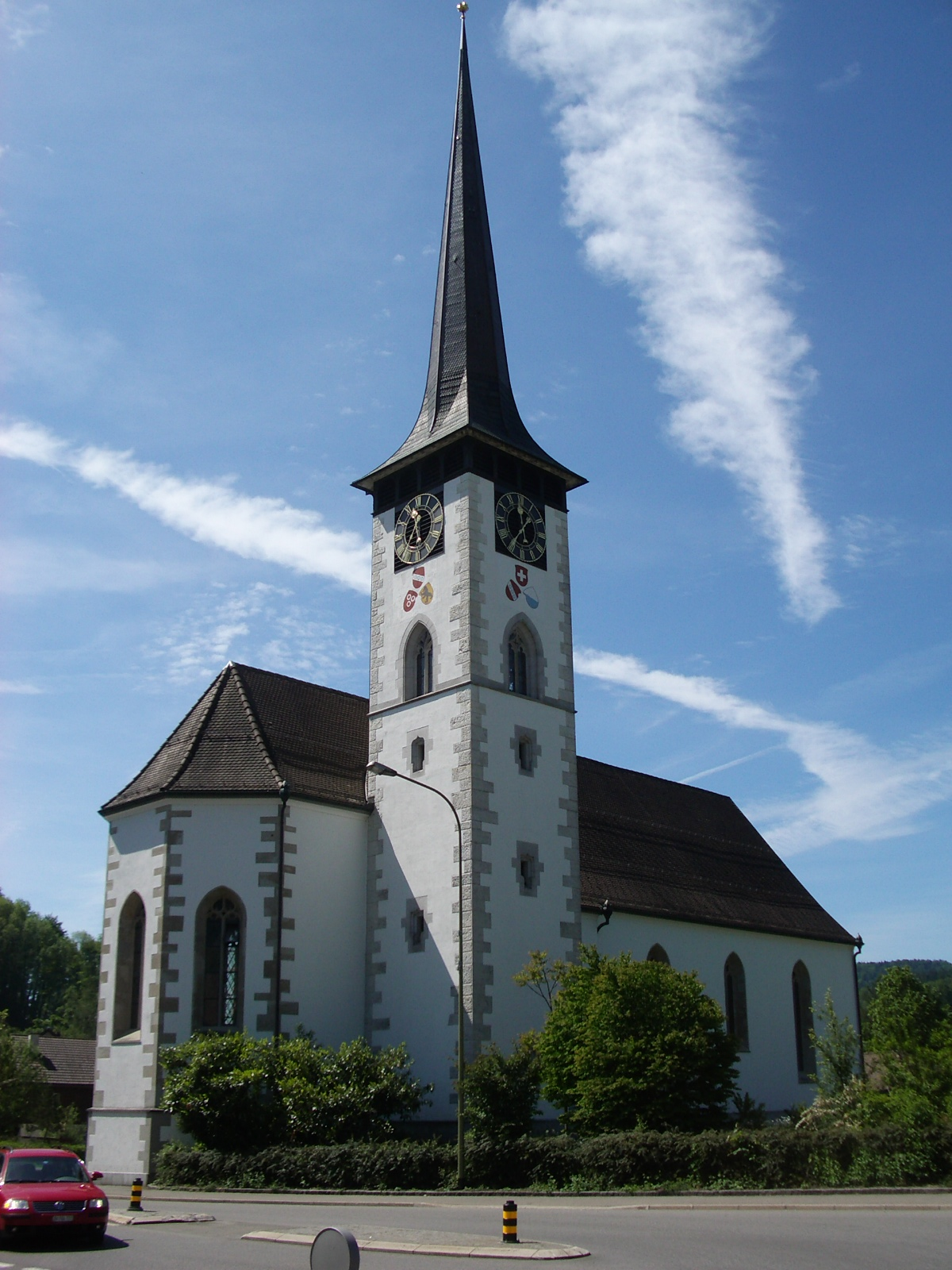
La chiesa riformata

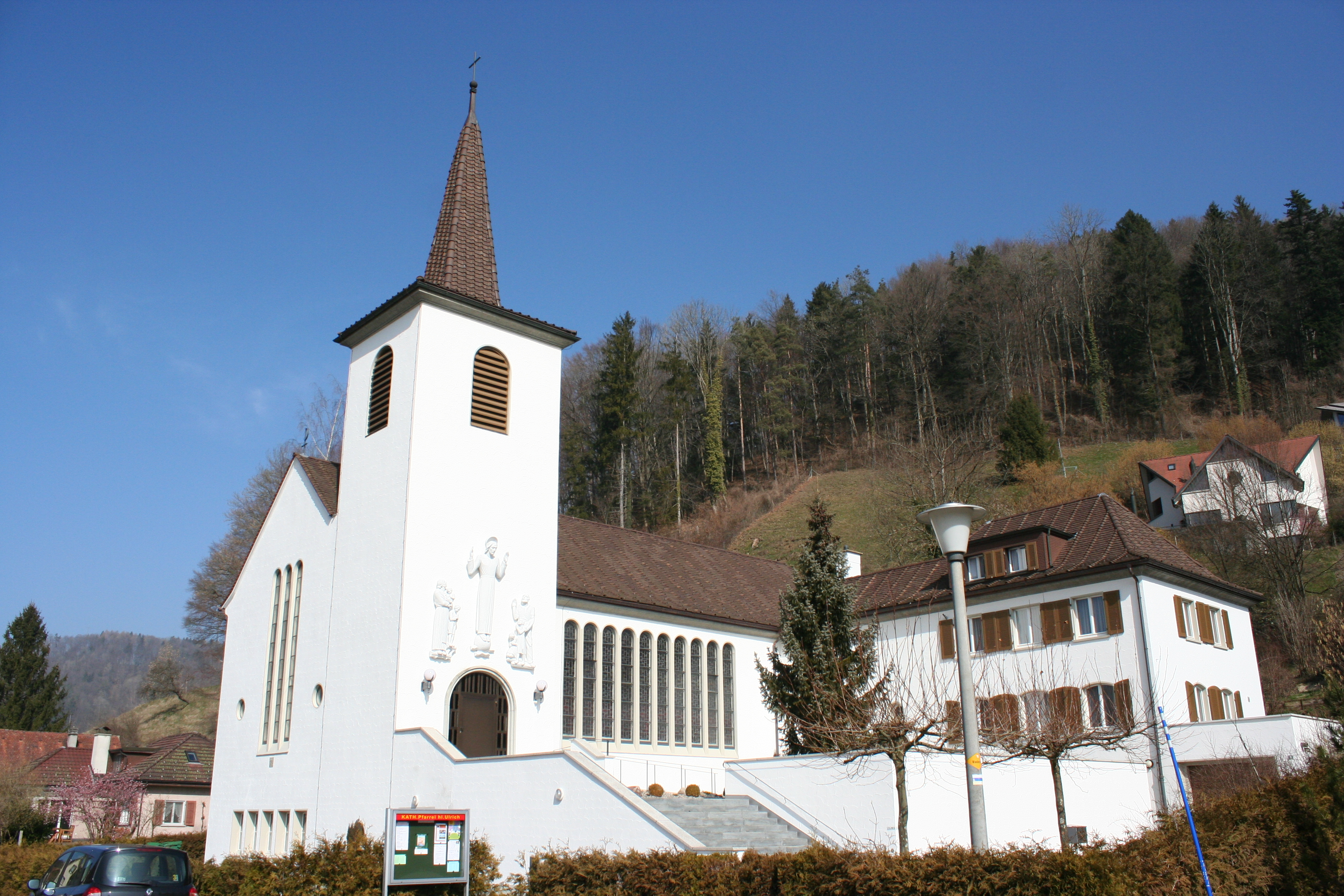
La chiesa del Sacro Cuore di Gesù

- Chiesa riformata (già di San Gallo), attestata dall'858 e ricostruita nel 1510-1512[1];
- Chiesa cattolica del Sacro Cuore di Gesù, eretta nel 1934[1];
- Castello di Turbenthal, eretto nel 1665[1].

## Società

### Evoluzione demografica
L'evoluzione demografica è riportata nella seguente tabella:
Abitanti censiti

## Geografia antropica

### Frazioni
- Hutzikon
- Neubrunn
- Oberhofen
- Ramsberg
- Seelmatten
- Sitzberg
- Tablat

## Infrastrutture e trasporti
Turbenthal è servito dall'omonima stazione sulla Tösstalbahn (linea S26 della rete celere di Zurigo).

## Amministrazione
Ogni famiglia originaria del luogo fa parte del cosiddetto comune patriziale e ha la responsabilità della manutenzione di ogni bene ricadente all'interno dei confini del comune.